# تئاتر ییدیش

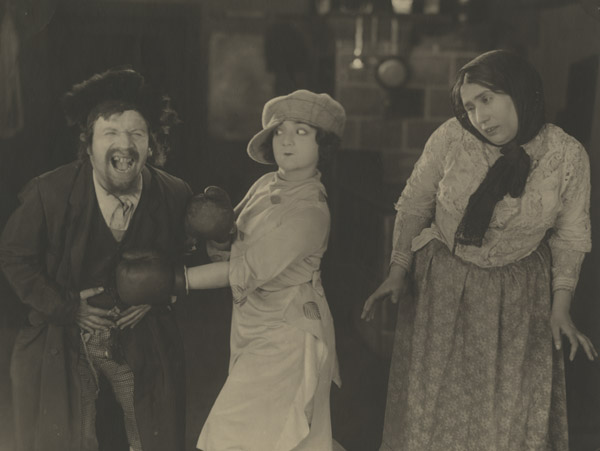
مالی پیکون (وسط) در بوبلیچکی، ۱۹۳۸

تئاتر ییدیش (انگلیسی:Yiddish theatre) شامل نمایش‌هایی است که عمدتاً توسط یهودیان به زبان ییدیش، زبان جامعه یهودیان اشکنازی، نوشته و اجرا می‌شوند.
طیف تئاتر ییدیش گسترده است: اپرت، کمدی موزیکال، و نمایش‌های طنز یا نوستالژیک؛ ملودرام؛ درام ناتورالیستی؛ نمایش‌های اکسپرسیونیستی و مدرنیستی.
در اوج خود، دامنه جغرافیایی آن به‌طور قابل توجهی گسترده بود: از اواخر قرن نوزدهم تا درست قبل از جنگ جهانی دوم، تئاتر ییدیش حرفه‌ای را می‌توان در سراسر مناطق عمدتاً یهودی‌نشین اروپای شرقی و مرکزی شرقی، و همچنین در برلین، لندن، پاریس، بوئنوس آیرس و شهر نیویورک یافت.